# Abelpriset
Abelpriset (norska: Abelprisen) är ett norskt pris som delas ut en gång om året till en matematiker som åstadkommit något extraordinärt.
Den norska regeringen meddelade 2001 att tvåhundraårsjubileet av Niels Henrik Abels födelse året därpå skulle innebära startskottet för ett nytt pris för matematiker, uppkallat efter Abel.
Det hade funnits planer på att inrätta ett pris i Abels minne redan i samband med hans födelses hundraårsjubileum, vilket först föreslogs av Sophus Lie med inspiration från Nobelprisen, men det drog ut på tiden och unionsupplösningen 1905 satte helt stopp för planerna.
En kommitté bestående av fem matematiker kommer varje år att utse en vinnare av Abelpriset, som i ekonomiskt värde är jämförbart med Nobelpriset. Anledningen till detta pris är att Nobelpriset belönar många duktiga vetenskapsmän, men inga matematiker. Prisets storlek 2003 är 6 miljoner norska kronor.
I april 2003 utsågs den första pristagaren, varefter priset delades ut 3 juni samma år.

## Pristagare

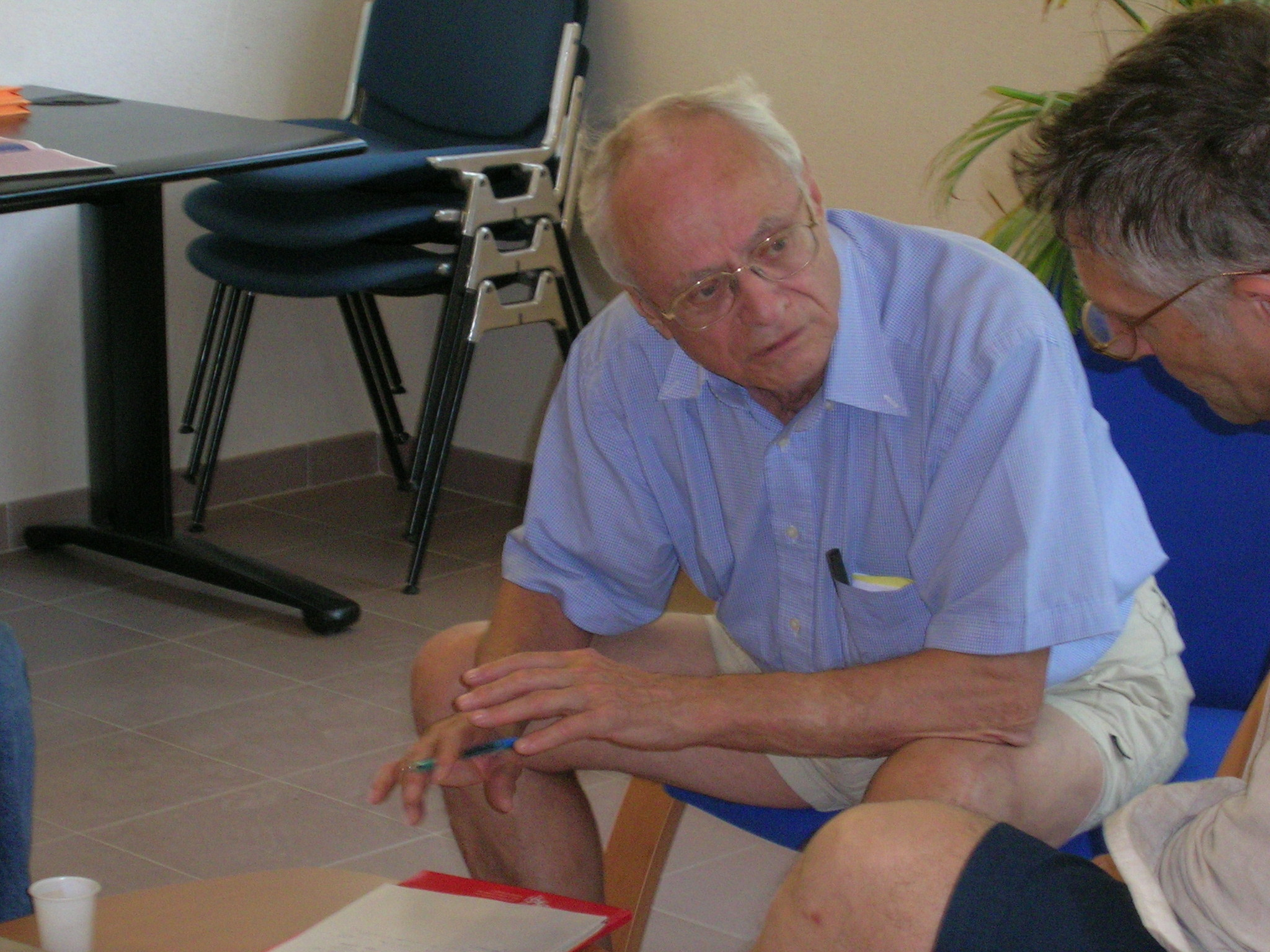
Jean-Pierre Serre fick priset 2003.

## Pristagare[2]
| År           | Pristagare                 | Institution | Kommentar |
| ------------ | -------------------------- | --- | --- |
| 2003         | Jean-Pierre Serre          | Collège de France, Paris, Frankrike                                                                                | "för att ha spelat en nyckelroll i att forma många delar av modern matematik, däribland topologi, algebraisk geometri och talteori".                                                                 |
| 2004         | Sir Michael Francis Atiyah | University of Edinburgh                                                                                            | för att ha upptäckt och bevisat indexteoremet. |
| 2004         | Isadore M. Singer          | Massachusetts Institute of Technology                                                                              | för att ha upptäckt och bevisat indexteoremet. |
| 2005         | Peter D Lax                | Courant Institute of Mathematical Sciences, New York University                                                    | "för banbrytande insatser inom teorin för och användandet av partiella differentialekvationer, samt beräkningar av deras lösningar".                                                                 |
| 2006         | Lennart Carleson           | Kungliga Tekniska högskolan                                                                                        | "för hans ingående och betydelsefulla bidrag till harmonisk analys och teorin kring kontinuerliga dynamiska system".                                                                                 |
| 2007         | Srinivasa S. R. Varadhan   | Courant Institute of Mathematical Sciences, New York                                                               | för sitt grundläggande bidrag till sannolikhetsteori och särskilt för att ha skapat en enhetlig teori för stora avvikelser.                                                                          |
| 2008         | John Griggs Thompson       | University of Florida                                                                                              | «för deras framstående prestationer inom algebra, och särskilt för utformningen av modern gruppteori».                                                                                               |
| 2008         | Jacques Tits               | Collège de France                                                                                                  | «för deras framstående prestationer inom algebra, och särskilt för utformningen av modern gruppteori».                                                                                               |
| 2009         | Michail Gromov             | | «för hans revolutionerande bidrag till geometrin». |
| 2010         | John Tate                  | | för hans stora och bestående inflytande på talteorin. |
| 2011         | John Milnor                | | för banbrytande upptäckter i topologi, geometri och algebra. |
| 2012         | Endre Szemerédi            | | för hans fundamentala bidrag till diskret matematik och teoretisk informatik och som ett erkännande för dessa bidrags genomgripande och varaktiga inflytande på additiv talteori och ergodisk teori. |
| 2013         | Pierre Deligne             | | |
| 2014         | Yakov G. Sinai             | | |
| 2015         | John F. Nash Jr.           | | |
| 2015         | Louis Nirenberg            | | |
| 2016         | Sir Andrew Wiles           | University of Oxford, Princeton University                                                                         | «för hans uppseendeväckande bevis av Fermats stora sats med hjälp av modularitetsförmodan för semistabila elliptiska kurvor, något som inledde en helt ny era inom talteorin»                        |
| 2017         | Yves Meyer                 | École Normale Supérieure de Cachan, Frankrike                                                                      | «för hans nyckelroll i utvecklingen av av den matematiska teorin om Wavelets» |
| 2018         | Robert P. Langlands        | Institute for Advanced Study, Princeton, USA                                                                       | «för hans visionära program som förbinder representationsteori och talteori», se Langlands program                                                                                                   |
| 2019         | Karen Uhlenbeck            | University of Texas, Austin, Texas, USA                                                                            | «för sina banbrytande insatser inom geometriska partiella differentialekvationer, gaugeteori och integrerbara system»                                                                                |
| 2020 (delat) | Hillel Furstenberg         | Hebrew University of Jerusalem, Israel                                                                             | för banbrytande användning av metoder från sannolikhetsteori och dynamik på gruppteori, talteori och kombinatorik                                                                                    |
| 2020 (delat) | Gregory Margulis           | Yale University, USA                                                                                               | för banbrytande användning av metoder från sannolikhetsteori och dynamik på gruppteori, talteori och kombinatorik                                                                                    |
| 2021 (delat) | László Lovász              | Eötvös Loránd-universitetet, Ungern                                                                                | för deras grundläggande bidrag till teoretisk datavetenskap och diskret matematik, och deras ledande roll i att göra dem till centrala områden inom modern matematik                                 |
| 2021 (delat) | Avi Wigderson              | Institute for Advanced Study, Princeton University, USA                                                            | för deras grundläggande bidrag till teoretisk datavetenskap och diskret matematik, och deras ledande roll i att göra dem till centrala områden inom modern matematik                                 |
| 2022         | Dennis Parnell Sullivan    | Stony Brook University, USA, och the Graduate School and University Center of the City University of New York, USA | för hans banbrytande bidrag till topologin i vid mening och speciellt dess algebraiska, geometriska och dynamiska aspekter                                                                           |
| 2023         | Luís Caffarelli            | University of Texas at Austin, USA                                                                                 | för hans banebrytende bidrag til regularitetsteori for ikke-lineære partielle differensialligninger inkludert fri randverdiproblemer og Monge–Ampère-ligningen                                       |